# Ivo Minář
Ivo Minář (Praga, 21 maggio 1984) è un allenatore di tennis ed ex tennista ceco.

## Biografia
È il fratello minore di Jan Minář, anch'esso tennista.

## Carriera

### Singolare

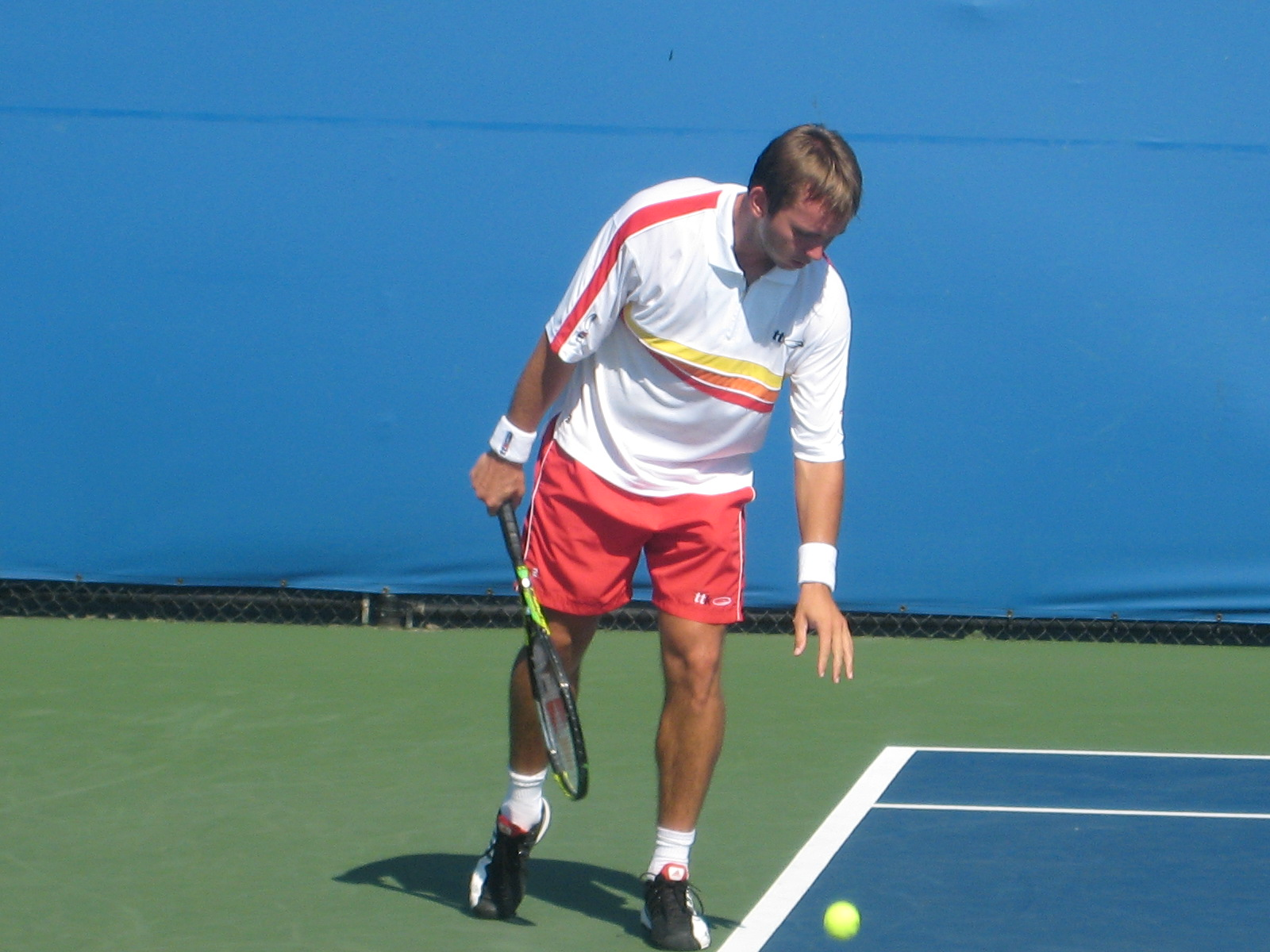
Ivo Minář al servizio nel Pilot Pen Tennis 2008

È professionista dal 2002, il suo allenatore è Karol Dusan, è destro e usa il rovescio bimane.
Al MLP Cup 2004 è stato eliminato al secondo turno contro il russo Jurij Ščukin per 7-5, 6-3.
Il 28 novembre 2004 viene sconfitto in finale al Challenger Groningen dall'olandese Peter Wessels per 6-3,6-2.
È stato eliminato in semifinale al torneo Morocco Tennis Tour Marrakech 2009 dall'algerino Lamine Ouahab per 6-2, 6-3.
Venne trovato positivo ad una sostanza dopante e squalificato per 8 mesi l'11 giugno 2009.
Nel 2011 al The Hague Open viene eliminato nei quarti di finale dal belga Steve Darcis per 6-0, 2-6, 5-7.

### Doppio
In doppio, in coppia con il connazionale Jan Hernych, ha conquistato la vittoria finale nel BMW Open 2009, torneo ATP che ha luogo a Monaco di Baviera. In quest'edizione superarono in finale gli australiani Ashley Fisher e Jordan Kerr.

## Statistiche

### Singolare

#### Vittorie (0)
| Legenda singolare                                      |
| Grande Slam (0)                                        |
| ATP World Tour Finals (0)                              |
| Masters Series (0) / ATP Masters 1000 (0)              |
| Giochi olimpici (0)                                    |
| International Series Gold (0) / ATP World Tour 500 (0) |
| International Series (0) / ATP World Tour 250 (0)      |

| Legenda tornei minori |
| Challenger (9)        |
| Futures (1)           |

| N. | Data            | Torneo                            | Superficie  | Avversario in finale | Punteggio           |
| 1. | 2 marzo 2003    | New Zealand F1, Blenheim          | Cemento     | Jan Minář            | 6-4, 6-2            |
| 1. | 27 agosto 2007  | Black Forest Open, Freudenstadt   | Terra rossa | Éric Prodon          | 7-5, 6-3            |
| 2. | 29 ottobre 2007 | Busan Challenger, Busan           | Cemento     | Viktor Troicki       | 7–6(2), 6(7)–7, 6-3 |
| 3. | 27 ottobre 2008 | Busan Challenger, Busan           | Cemento     | Alex Bogomolov Jr.   | 6-0, 2-0 ritiro     |
| 4. | 29 marzo 2009   | Open Barletta, Barletta           | Terra rossa | Santiago Ventura     | 6-4, 6-3            |
| 5. | 20 aprile 2009  | Sofia Cup, Sofia                  | Terra rossa | Florian Mayer        | 6-4,6-3             |
| 6. | 9 maggio 2010   | Cairo Challenger, Il Cairo        | Terra rossa | Simone Vagnozzi      | 6-3, 2-6, 3-6       |
| 7. | 27 giugno 2010  | Marburg Open, Marburgo            | Terra rossa | Simone Vagnozzi      | 2-6, 6-3, 7-5       |
| 8. | 14 marzo 2011   | Morocco Tennis Tour Rabat, Rabat  | Terra rossa | Peter Luczak         | 7-5, 6-3            |
| 9. | 22 aprile 2012  | Santos Brasil Tennis Open, Santos | Terra rossa | Ricardo Hocevar      | 4–6, 6–1, 6–4       |

#### Finale perse (5)
| Legenda singolare                                      |
| Grande Slam (0)                                        |
| ATP World Tour Finals (0)                              |
| Masters Series (0) / ATP Masters 1000 (0)              |
| Giochi olimpici (0)                                    |
| International Series Gold (0) / ATP World Tour 500 (0) |
| International Series (1) / ATP World Tour 250 (0)      |

| Legenda tornei minori |
| Challenger (4)        |
| Futures (0)           |

| N. | Data             | Torneo                           | Superficie  | Avversario in finale | Punteggio   |
| 1. | 28 novembre 2004 | Challenger Groningen, Groningen  | Cemento     | Peter Wessels        | 6-3, 6-2    |
| 1. | 16 gennaio 2005  | Sydney International, Sydney     | Cemento     | Lleyton Hewitt       | 5–7, 0–6    |
| 2. | 3 luglio 2006    | Biella Challenger, Biella        | Terra rossa | Simone Bolelli       | 3-6, 2-6    |
| 3. | 23 marzo 2009    | The Jersey International, Jersey | Cemento     | Daniel Evans         | 6-3, 6-2    |
| 4. | 22 marzo 2010    | The Jersey International, Jersey | Cemento     | Jan Hernych          | 7–6(3), 6-4 |

### Doppio

#### Vittorie (1)
| Legenda singolare                                      |
| Grande Slam (0)                                        |
| ATP World Tour Finals (0)                              |
| Masters Series (0) / ATP Masters 1000 (0)              |
| Giochi olimpici (0)                                    |
| International Series Gold (0) / ATP World Tour 500 (0) |
| International Series (0) / ATP World Tour 250 (1)      |

| Legenda tornei minori |
| Challenger (0)        |
| Futures (0)           |

| N. | Data          | Torneo                                       | Superficie  | Compagno    | Avversari in Finale       | Punteggio |
| 1. | 3 maggio 2009 | Internazionali di Baviera, Monaco di Baviera | Terra rossa | Jan Hernych | Ashley Fisher Jordan Kerr | 6-4, 6-4  |

#### Finale perse (1)
| N. | Data             | Torneo                           | Superficie    | Compagno  | Avversari in Finale              | Punteggio    |
| 1. | 13 febbraio 2006 | Serbia Challenger Open, Belgrado | Sintetico (i) | Jan Minář | Michael Kohlmann Alexander Waske | (3) 6–7, 3–6 |